# Кадкуль (деревня)
Кадкуль — деревня в Красноармейском районе Челябинской области России. Входит в состав Алабугского сельского поселения.

## География
Деревня находится на северо-востоке Челябинской области, в лесостепной зоне, между озёрами Малый Кадкуль и Тирикуль, на расстоянии 37 километров (по прямой) к северо-востоку от районного центра села Миасского. Абсолютная высота 171 метр над уровнем моря.

## Население
| 2002 | 2010 |
| ---- | ---- |
| 28   | ↘22  |

Гендерный состав
По данным Всероссийской переписи населения 2010 года в гендерной структуре населения мужчины составляли 40,9 %, женщины — 59,1 %.
Национальный состав
Согласно результатам переписи 2002 года, в национальной структуре населения русские составляли 96 %.

## Улицы
Уличная сеть деревни состоит из одной улицы (ул. Никитиных).